# 貴種流離譚
貴種流離譚（きしゅりゅうりたん）とは、物語の類型の一種であり、折口学の用語の一つ。若い神や英雄が他郷をさまよいながら試練を克服した結果、尊い存在となるとする説話の一類型。貴種漂流譚（きしゅひょうりゅうたん）とも。折口信夫が一連の「日本文学の発生」をめぐる論考のなかで、日本における物語文学（小説）の原型として論じた概念である。その説くところは時期によって細部が異なるが、基本的には「幼神の流浪」をその中核に据える。折口は『丹後風土記逸文』の竹野郡奈具社の由来を引きつつ、天上の存在が地上（人間界）に下って、試練や流離の果てに再び天上の存在になる一定の筋があることを研究し、貴種流離譚の概念を確立した。

## 神話学と貴種流離譚
神話学の1つの視点としてモノミスの理論がある。これは、すべての文明に見られる神話にはある種の基底構造があるとする仮説であり、ジョーゼフ・キャンベルは「千の顔を持つ英雄」モデルを提示している。この中でジョーゼフは、全ての神話上の英雄には基本的に同じパターン（ヒーローズ・ジャーニー）が見られるとする。もっとも、このモノミス理論は神話研究の主流派には認められているものではない。
神話的英雄の苦難の冒険の物語についてはギルガメシュやシヌヘの物語など太古から知られ、ギリシア神話や日本の神話にも例が見られ、地理的に隔絶していたであろうマヤ神話にさえ発見できる（フンアフプーとイシュバランケー）。「高貴の血脈に生まれ、本来ならば王子や王弟などの高い身分にあるべき者が、『忌子として捨てられた双子の弟』『王位継承を望まれない（あるいはできない）王子』などといった不幸の境遇に置かれ、しかし、その恵まれない境遇の中で旅や冒険をしたり巷間で正義を発揮する」という話型を持つものがある。
これら神話をモチーフにしたさまざまな派生・創作作品についても、貴種流離譚と表現することがある。
大塚英志は著書『物語の体操』で、以下のように定義している。
1. 英雄は、高位の両親、一般には「王や勇者の血筋」に連なる息子である。
2. その誕生には困難が伴う。
3. 予言によって、父親が子供の誕生を恐れる。(祖父や長などの場合も多い)
4. 子供は、箱・かごなどに入れられて川に捨てられる。
5. 子供は、動物や身分のいやしい人々によって救われて養われる。
6. 大人になって、子供は貴い血筋の両親を見出す。この再会の方法は、物語によってかなり異なる。
7. 子供は、生みの父親に復讐する。
8. 子供は認知され、最高の栄誉を受ける。

## 事例
- 日本神話
  - ヤマトタケル
  - スサノオ神話[3]
- 日本古典
  - 源氏物語[3][4] - 須磨の帖では光源氏が都から遠ざけられ須磨に配流となる。
  - 伊勢物語[3][4] - 東下りの段では昔男（業平）が都を去り東国に下る。
- ギリシア神話
  - オイディプース
  - ヘーラクレース